# Slovenská Volová, Humenné
Slovenská Volová este o comună slovacă, aflată în districtul Humenné din regiunea Prešov. Localitatea se află la altitudinea de 173 m deasupra n.m., se întinde pe o suprafață de 8,66 km2 și în 2017 număra 561 de locuitori.

## Istoric
Localitatea Slovenská Volová este atestată documentar din 1451.

## Demografie
| An:                | 1994 | 2004    | 2014   | 2024   |
| ------------------ | ---- | ------- | ------ | ------ |
| Număr de persoane: | 433  | 493     | 541    | 581    |
| Diferență:         |      | +13,85% | +9,73% | +7,39% |

| An:                | 2023 | 2024   |
| ------------------ | ---- | ------ |
| Număr de persoane: | 577  | 581    |
| Diferență:         |      | +0,69% |